# Landkreis Passau

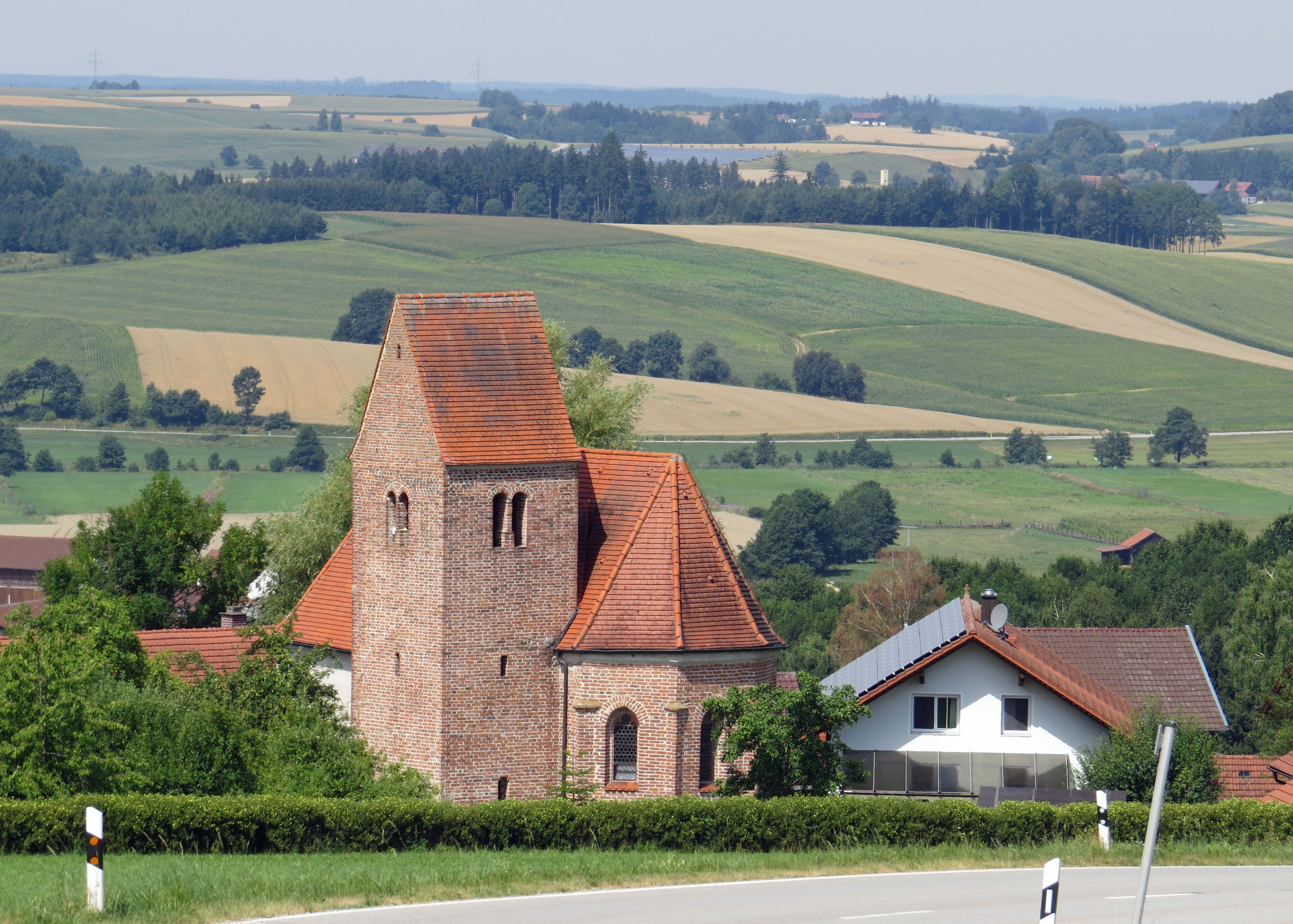
Niederbayerisches Hügelland bei Bergham

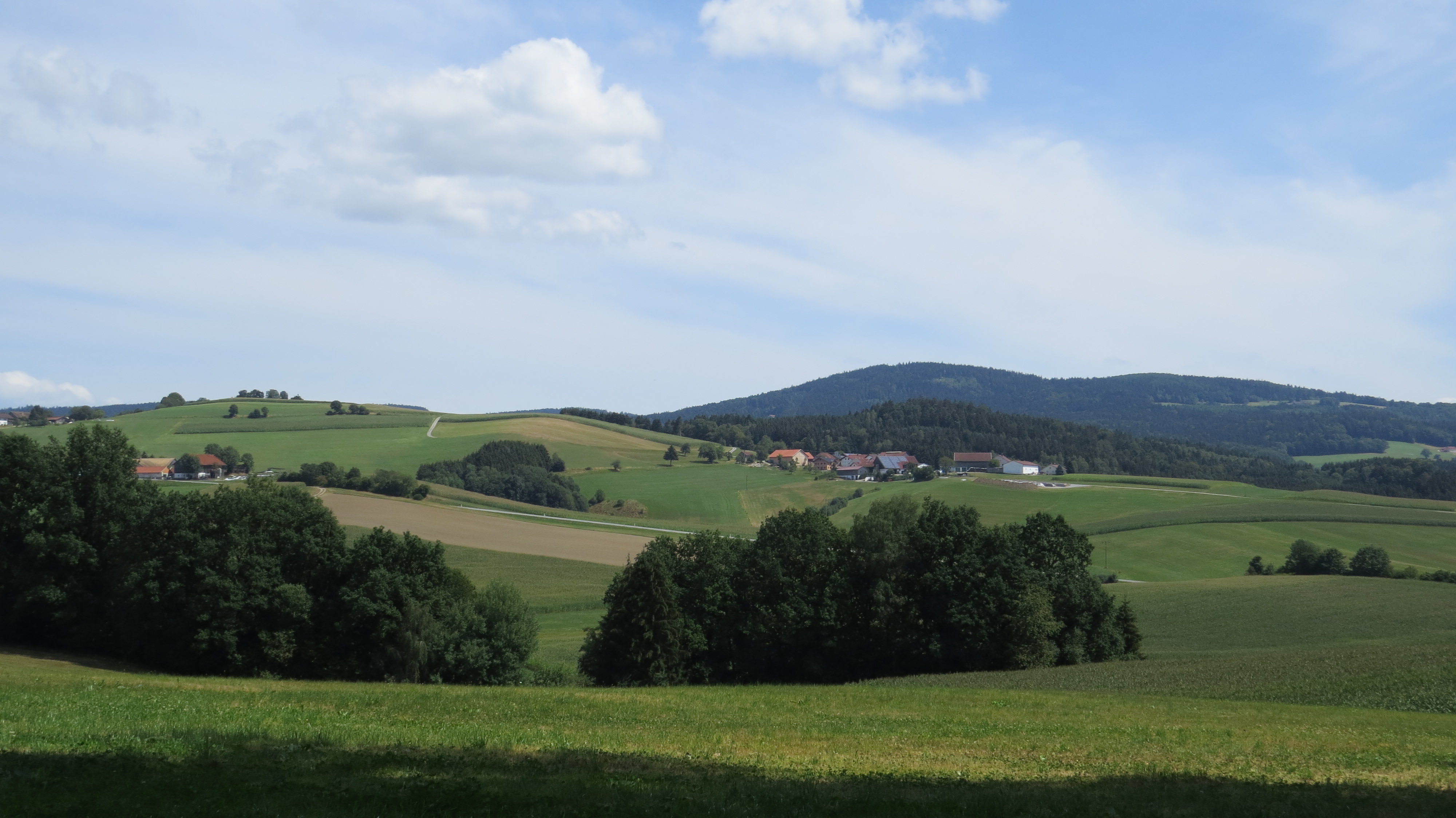
Bei Büchlberg im Bayerischen Wald

Der Landkreis Passau ist einer von neun Landkreisen des bayerischen Regierungsbezirks Niederbayern. Die kreisfreie Stadt Passau schiebt sich von Osten wie ein Keil in das Kreisgebiet, so dass sich der Landkreis halbkreisförmig um diese Stadt erstreckt. Flächenmäßig liegt er in Bayern auf Platz 3 der Landkreise und bevölkerungsmäßig auf Platz 5. Im Osten und Süden grenzt er an Oberösterreich.

## Geografie

### Lage
Durch das Kreisgebiet fließt von Nordwesten nach Südosten die Donau. Im Osten des Kreises bildet diese die Grenze zu Österreich (Oberösterreich). Die Donau teilt das Kreisgebiet in zwei unterschiedliche Landschaften. Im Norden ziehen sich die Ausläufer des Bayerischen Waldes bis zu Höhen von nahezu 1.000 m hinauf. Am Rande des Bayerischen Waldes fließt die Ilz, ein linker Nebenfluss der Donau, die in Passau mündet. Südlich der Donau dehnt sich eine Hügellandschaft aus, die sich bis zum Rottal erstreckt. Die Rott ist ein linker Nebenfluss des Inns, durchzieht das südliche Kreisgebiet von West nach Ost und mündet bei Neuhaus am Inn. Im Westen des Kreises fließt einige Kilometer die Vils, bevor sie in Vilshofen in die Donau mündet.

### Nachbarkreise
Der Landkreis grenzt im Uhrzeigersinn im Westen beginnend an die Landkreise Rottal-Inn, Deggendorf und Freyung-Grafenau, von denen er der größte ist. Im Osten und Süden grenzt er an das österreichische Bundesland Oberösterreich; hier an die österreichischen Bezirke (äquivalent zu den (Land-)Kreisen in Deutschland) Schärding und Rohrbach.

## Geschichte

### Landgerichte
Das Gebiet des heutigen Landkreises Passau gehörte vor 1800 überwiegend zum Hochstift Passau und kam 1806 an Bayern. Dann wurden die Landgerichte Passau und Wegscheid errichtet. Bereits 1803 waren die Landgerichte Griesbach und Vilshofen errichtet worden. Die Stadt Passau wurde 1809 eine kreisunmittelbare Stadt. Sie gehörte ebenso wie alle Landgerichte zum Unterdonaukreis, der 1838 in Niederbayern umbenannt wurde. Gleichzeitig wurde das Landgericht Passau in die Landgerichte Passau I und Passau II geteilt, vom Landgericht Griesbach das Landgericht Rotthalmünster und vom Landgericht Vilshofen das Landgericht Osterhofen abgetrennt. Veränderungen gab es auch beim Landgericht Wegscheid.

### Bezirksämter
Das Bezirksamt Passau wurde im Jahr 1862 durch den Zusammenschluss der Landgerichte älterer Ordnung Passau I (für die links der Donau liegenden Gemeinden) und Passau II (für die rechts der Donau liegenden Gemeinden) gebildet. Ebenso wurden die Landgerichte Griesbach und Rotthalmünster zum Bezirksamt Griesbach und die Landgerichte Osterhofen und Vilshofen zum Bezirksamt Vilshofen zusammengefasst, während das Bezirksamt Wegscheid dem Landgericht Wegscheid folgte.
Am 4. Juni 1870 trat das Bezirksamt Passau die Gemeinde Sankt Nikola an die Stadt Passau ab.
Anlässlich der Reform des Zuschnitts der bayerischen Bezirksämter erhielt das Bezirksamt Passau am 1. Januar 1880 das Bezirksamt Wegscheid bei Abtretung der Gemeinde Eging an das Bezirksamt Vilshofen. Im Jahr 1888 wurde das Bezirksamt Wegscheid durch die Ausgliederung seiner ehemaligen Gemeinden aus dem Bezirksamt Passau wiedererrichtet.
Am 1. Januar 1909 trat das Bezirksamt die Gemeinde Haidenhof an die Stadt Passau ab. Am 1. Juli 1923 kam die Gemeinde Beiderwies hinzu.

### Landkreise
Am 1. Januar 1939 wurde wie sonst überall im Deutschen Reich die Bezeichnung Landkreis eingeführt. So wurden aus den Bezirksämtern die Landkreise Griesbach im Rottal, Passau, Vilshofen und Wegscheid.

### Gebietsreform im Landkreis Passau
Im Rahmen der Gebietsreform in Bayern wurde mit Wirkung vom 1. Juli 1972 der heutige Landkreis Passau errichtet. Er wurde zusammengesetzt aus
- dem alten Landkreis Passau bis auf die sogenannten Stadtrandgemeinden Heining, Hacklberg, Hals und Grubweg, die in die kreisfreie Stadt Passau eingemeindet wurden
- dem aufgelösten Landkreis Wegscheid
- dem aufgelösten Landkreis Griesbach im Rottal bis auf die Gemeinden Bayerbach, Birnbach und Kindlbach
- der Stadt Vilshofen an der Donau sowie den Gemeinden Aidenbach, Albersdorf, Aldersbach, Alkofen, Aunkirchen, Beutelsbach, Eging, Garham, Haidenburg, Hofkirchen, Kirchberg, Königbach, Ortenburg, Otterskirchen, Pleinting, Rathsmannsdorf, Walchsing, Windorf, Wolfachau und Zeitlarn aus dem aufgelösten Landkreis Vilshofen sowie
- der Gemeinde Pörndorf aus dem aufgelösten Landkreis Eggenfelden.[4]

Passau blieb Sitz des vergrößerten Landkreises. Pläne, auch die Gemeinden bzw. Teile der Gemeinden Salzweg (ausgenommen Straßkirchen), Neuburg am Inn, Neukirchen am Inn und Fürstenzell dem Stadtgebiet anzugliedern, wurden verworfen.

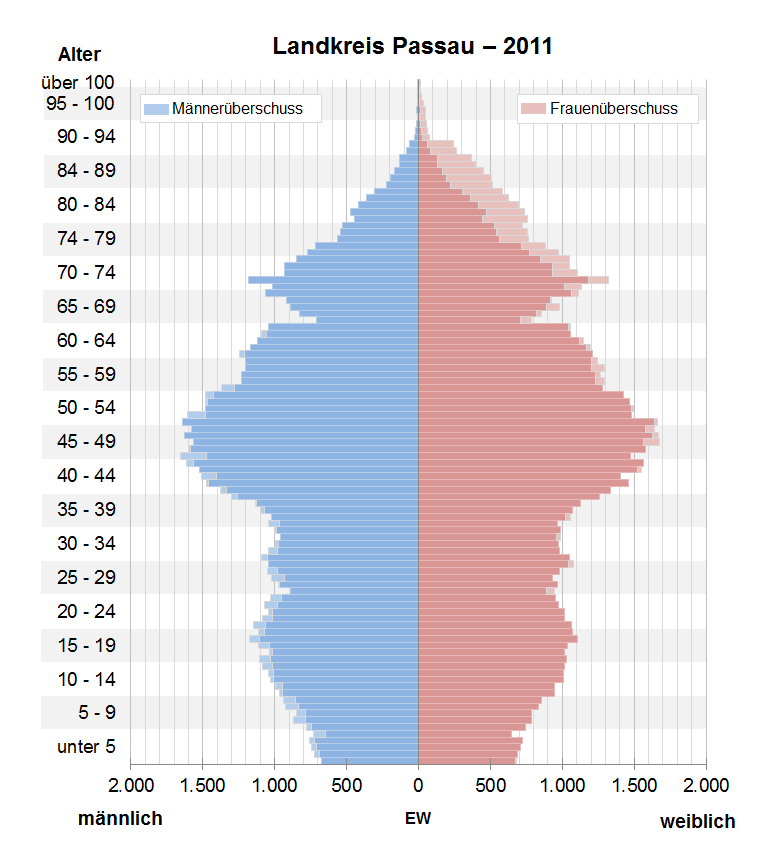
Bevölkerungspyramide für den Kreis Passau (Datenquelle: Zensus 2011.)

### Einwohnerentwicklung
Von 1988 bis 2008 wuchs der Landkreis Passau um rund 24.000 Einwohner bzw. um rund 15 %. Ab 2006 war die Tendenz rückläufig.
Zwischen 1988 und 2018 wuchs der Landkreis von 163.999 auf 192.043 um 28.044 Einwohner bzw. um 17,1 %. Das höchste prozentuale Wachstum wiesen die Gemeinde Bad Füssing und die Stadt Pocking im Süden des Landkreises auf, das geringste zumeist die grenznahen Gemeinden im Bayerischen Wald.
Die nachfolgenden Zahlen beziehen sich auf den Gebietsstand vom 25. Mai 1987:
| Jahr      | 1840    | 1900    | 1939    | 1950    | 1961    | 1970    | 1987    |
| Einwohner | 88.842  | 104.735 | 113.957 | 160.967 | 140.038 | 149.086 | 162.355 |
|           |         |         |         |         |         |         |         |
| Jahr      | 1991    | 1995    | 2000    | 2005    | 2010    | 2015    |         |
| Einwohner | 173.713 | 182.041 | 186.509 | 189.142 | 187.347 | 188.336 |         |

## Politik

### Kreistag
Der Kreistag besteht aus 70 Kreisrätinnen und Kreisräten sowie dem Landrat.
Nach der Kreistagswahl am 15. März 2020 verteilen sich die Kreisräte auf folgende Parteien:
| Kreistagswahl 2020Wahlbeteiligung: 61,0 % (+3,3 %) %403020100 36,612,110,68,98,58,16,86,22,0n. k. CSUFW/FWGbSPDGrüneAfDÜWfÖDP/PUgBUhFDPFWGGewinne und Verlusteim Vergleich zu 2014 %p 14 12 10 8 6 4 2 0 −2 −4 −6 −8−10−12−6,2+12,1−4,6+1,3+8,5−0,2+0,6−0,7+0,1−11,2CSUFW/FWGSPDGrüneAfDÜWÖDP/PUBUFDPFWGAnmerkungen:b Freie Wähler/Freie Wählergemeinschaftf Überparteiliche Wählergemeinschaftg ÖDP/Parteifreie Umweltschützerh Bürgerunion im Landkreis Passau | Sitzverteilung im Kreistag Passau seit 2020Insgesamt 70 Sitze - SPD: 7 - Grüne: 6 - ÖDP/PU: 5 - ÜW: 6 - FDP: 1 - BU: 4 - FW/FWG: 9 - CSU: 26 - AfD: 6 |

| Parteien und Wählergemeinschaften | Parteien und Wählergemeinschaften                          | 2020   | 2020   | 2014   | 2014   | 2008   | 2008   | 2002   | 2002   | 1996   | 1996   |
| Parteien und Wählergemeinschaften | Parteien und Wählergemeinschaften                          | %      | Sitze  | %      | Sitze  | %      | Sitze  | %      | Sitze  | %      | Sitze  |
| --------------------------------- | ---------------------------------------------------------- | ------ | ------ | ------ | ------ | ------ | ------ | ------ | ------ | ------ | ------ |
| CSU                               | Christlich-Soziale Union in Bayern                         | 36,6   | 26     | 42,8   | 30     | 42,2   | 31     | 43,2   | 31     | 43,2   | 32     |
| FW/FWG                            | Freie Wähler Bayern/Freie Wählergemeinschaft               | 12,1   | 09     | 0–     | 0–     | 0–     | 0–     | 0–     | 0–     | 0–     | 0–     |
| SPD                               | SPD Bayern                                                 | 10,6   | 07     | 15,2   | 11     | 16,8   | 12     | 21,1   | 15     | 21,3   | 15     |
| Grüne                             | Grüne Bayern                                               | 8,9    | 06     | 7,6    | 05     | 6,0    | 04     | 4,2    | 03     | 5,1    | 03     |
| AfD                               | AfD Bayern                                                 | 8,5    | 06     | 0–     | 0–     | 0–     | 0–     | 0–     | 0–     | 0–     | 0–     |
| ÜW                                | Überparteiliche Wählergemeinschaft                         | 8,1    | 06     | 8,3    | 06     | 8,3    | 06     | 8,0    | 05     | 8,2    | 06     |
| ÖDP/PU                            | Ökologisch-Demokratische Partei/Parteifreie Umweltschützer | 6,8    | 05     | 6,2    | 04     | 5,9    | 04     | 5,7    | 04     | 4,6    | 03     |
| BU                                | Bürgerunion in Landkreis Passau                            | 6,2    | 04     | 6,9    | 05     | 6,0    | 04     | 6,0    | 04     | 5,3    | 03     |
| FDP                               | FDP Bayern                                                 | 2,0    | 01     | 1,9    | 01     | 2,5    | 01     | 1,4    | 01     | 0–     | 0–     |
| FWG                               | Freie Wählergemeinschaft                                   | 0–     | 0–     | 11,2   | 08     | 9,8    | 07     | 8,5    | 06     | 8,3    | 06     |
| REP                               | Die Republikaner                                           | 0–     | 0–     | 0–     | 0–     | 2,6    | 01     | 2,0    | 01     | 2,9    | 02     |
| gesamt                            | gesamt                                                     | 99,8   | 70     | 100,1  | 70     | 100,1  | 70     | 100,1  | 70     | 98,9   | 70     |
| Wahlbeteiligung                   | Wahlbeteiligung                                            | 61,0 % | 61,0 % | 57,7 % | 57,7 % | 61,8 % | 61,8 % | 66,1 % | 66,1 % | 70,8 % | 70,8 % |

### Landrat

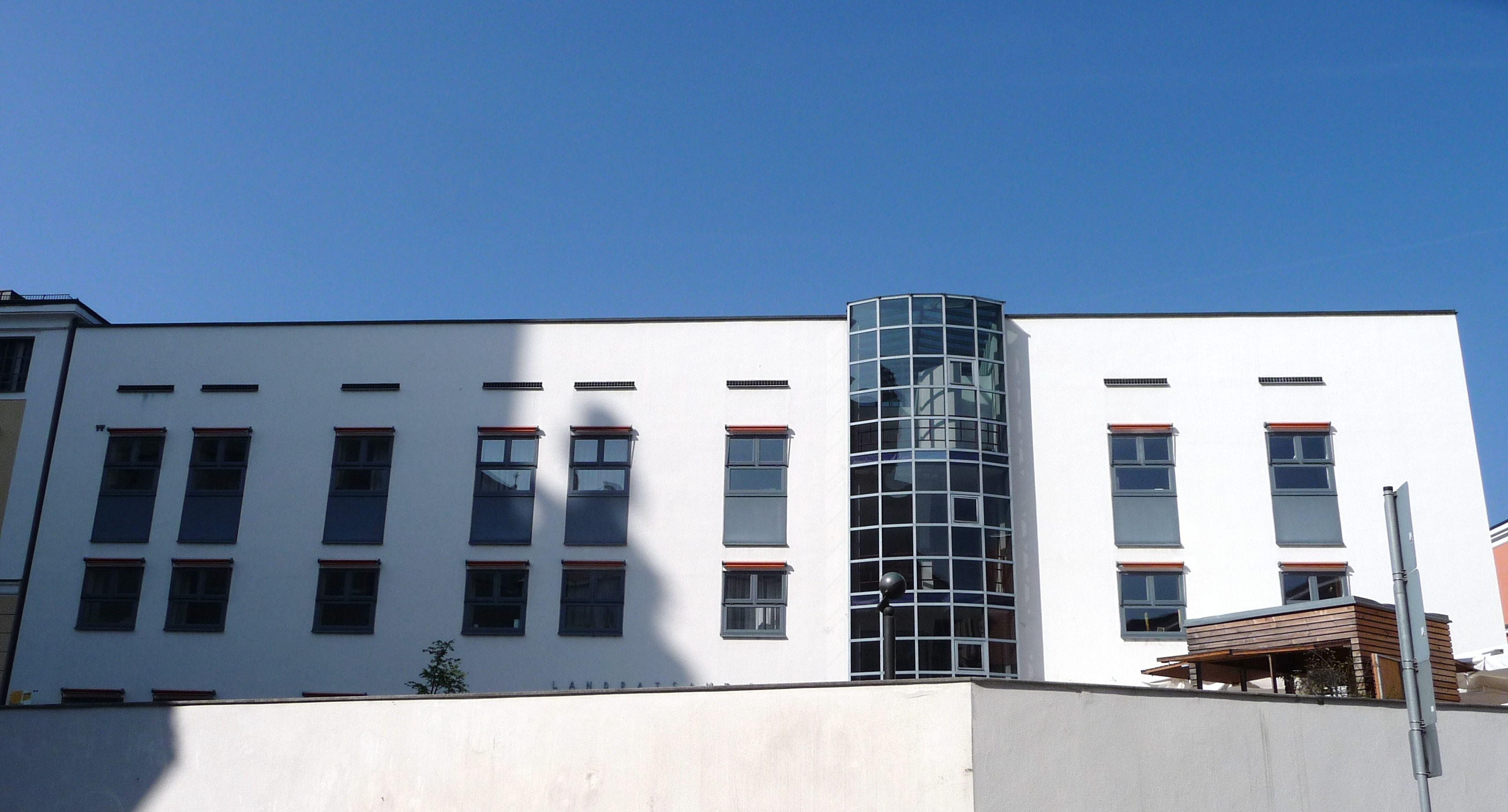
Das Landratsamt am Passauer Domplatz

Landrat des Landkreises Passau war seit der Kommunalwahl 2008 Franz Meyer (CSU), der den langjährigen Landrat Hanns Dorfner ablöste. Mit 66,7 % der Stimmen siegte er vor Jella Teuchner (SPD), die 12 % der Stimmen auf sich vereinigte, und Marieluise Erhard (Freie Wähler). Bei den Kommunalwahlen in Bayern 2014 wurde Franz Meyer mit 71,2 % der Stimmen in seinem Amt bestätigt. Bei der Landratswahl 2020 wurde er von Raimund Kneidinger (CSU) abgelöst, dem gemeinsamen Kandidaten von CSU und Bürgerunion, der 56,21 % der gültigen Stimmen auf sich vereinigen konnte.

### Bezirksamtmänner (bis 1939) und Landräte des Alt-Landkreises ab 1939
| ab 1862                  | Simon Taucher          | Bezirksamtmann                                        |
| ab 1872                  | Michael Fischer        | Bezirksamtmann                                        |
| ab 1881                  | Leopold Zahler         | Bezirksamtmann                                        |
| bis 1908                 | Reinhard Wieland       | Bezirksamtmann                                        |
| 1908–1920                | Georg Hochgraßl        | Bezirksamtmann                                        |
| 1920–1930                | Ludwig Geist           | Bezirksoberamtmann                                    |
| 1930–1933                | Michael Freudensberger | Bezirksoberamtmann                                    |
| 1933–1942                | Josef Endres           | Landrat                                               |
| 1942–1945                | Friedrich Zagel        | Landrat                                               |
| 1945 (Mai / Juni)        | Leonhard Reitberger    | kommissarischer Landrat                               |
| 1945 (Juli / August)     | Friedrich von Moreau   | kommissarischer Landrat                               |
| 1945–1946                | Robert Prudlo          | Landrat                                               |
| 1946 (Mai – August)      | Heinz Wagner           | Landrat                                               |
| 1946 (August – November) | Rudolf Beer            | Landrat                                               |
| 1946–1964                | Hans Karl              | Landrat                                               |
| 1964                     | Adolf Oswald           | kommissarischer Landrat                               |
| 1964–1970                | Fritz Gerstl           | Landrat                                               |
| 1970–1972                | Baptist Kitzlinger     | Landrat (bis 1990 auch Landrat des neuen Landkreises) |

### Landräte des Landkreises Passau ab der Gebietsreform 1972
| 1972–1990        | Baptist Kitzlinger (CSU), war bereits seit 1970 Landrat des Alt-Landkreises Passau |
| 1990–2008        | Hanns Dorfner (CSU)                                                                |
| 2008–2020        | Franz Meyer (CSU)                                                                  |
| seit 1. Mai 2020 | Raimund Kneidinger (CSU/BU)                                                        |

### Wappen
| Wappen des Landkreises Passau | Blasonierung: „Über silber-blau gerautetem Schildfuß in Silber vorne ein steigender roter Wolf, hinten ein abgewandter steigender roter Panther.“ |
| Wappen des Landkreises Passau | Wappenbegründung: Das Wappen symbolisiert den Zusammenschluss der früheren Landkreise Wegscheid, Vilshofen und Griesbach. Der rote Wolf erinnert an das alte Hochstift Passau, das heute Zentralgebiet des Landkreises ist. Der rote Panther steht für das früher zu Vilshofen und Griesbach gehörende Gebiet. Die Rauten symbolisieren die bayerische Behördenorganisation, die in ganz Bayern gilt. |

### Verwaltung
Die Kreisverwaltung des Landkreises bildet das Landratsamt Passau mit seinem Hauptsitz am Domplatz im Stadtgebiet der Kreisfreien Stadt Passau. Neben dem Hauptamt am Domplatz gibt es noch weitere Dienststellen in Passau Auerbach, Fürstenzell, Patriching und Salzweg. Kfz-Zulassungsstellen befinden sich in weiteren Gebäuden in Salzweg, Bad Griesbach, Hauzenberg, Pocking, Vilshofen a. d. Donau und Wegscheid.

## Religion
Der Landkreis ist mehrheitlich katholisch. Lediglich der Markt Ortenburg ist historisch gesehen evangelisch geprägt. Insgesamt sind 84 % der Bevölkerung römisch-katholisch und 8,1 % evangelisch.

## Wirtschaft und Infrastruktur
Im Zukunftsatlas 2016 belegte der Landkreis Passau Platz 245 von 402 Landkreisen, Kommunalverbänden und kreisfreien Städten in Deutschland und zählt damit zu den Regionen mit „ausgeglichenem Chancen-Risiko Mix“ für die Zukunft.
Etwa die Hälfte der rund 48.000 sozialversicherungspflichtig beschäftigten Arbeitnehmer arbeiten in Unternehmen des Sekundären Sektors, also des verarbeitenden Gewerbes, wie Industrie und Handwerk.
Insgesamt sind die wichtigsten Branchen das Dienstleistungsgewerbe, der Maschinen- und Fahrzeugbau, das Baugewerbe, Elektrotechnik, Optik und das Druck- und Ernährungsgewerbe. Auch die Rohstoffgewinnung spielt eine gewisse Rolle: In Kropfmühl befindet sich Deutschlands einziges Graphitvorkommen und -bergwerk; dort wird Hauzenberger Graphit gewonnen. In Neustift bei Ortenburg wird seit mehreren Jahrzehnten Granit abgebaut. Zudem leistet die Holzverarbeitung einen wirtschaftlichen Beitrag im Landkreis.
Im Norden des Landkreises verläuft die internationale MEGAL-Erdgaspipeline. Diese Pipeline nahm 1980 den Betrieb auf. Eine Verdichterstation der Pipeline befindet sich in Wildenranna.

### Wirtschaftsregion Passau
Gemeinsam mit dem Landkreis Passau präsentiert sich die Stadt Passau auf der Onlineplattform "Wirtschaftsregion Passau" als Wirtschaftsstandort.

### Bildung
Im Landkreis existieren neben 65 Haupt- und Grundschulen mit 713 Lehrern und 9.902 Schülern (Schülerzahlen Stand Schuljahr 2013/14):
- Gymnasien in Fürstenzell (Maristengymnasium), Pocking, Untergriesbach und Vilshofen (Gymnasium Vilshofen) mit insgesamt 240 Lehrern und 3.173 Schülern
- Realschulen in Bad Griesbach, Hauzenberg, Neuhaus am Inn, Neustift (b. Ortenburg), Ortenburg, Tittling und Vilshofen mit insgesamt 234 Lehrern und 3.805 Schülern
- Acht berufliche Schulen mit insgesamt 84 Lehrern und 1.462 Schülern
- Vier Förderschulen: eine in Hauzenberg, zwei in Pocking und eine in Vilshofen mit insgesamt 97 Lehrern und 524 Schülern

Daneben nutzen viele Schüler das Bildungsangebot der angrenzenden kreisfreien Stadt Passau sowie die weiterführenden Bildungsangebote der benachbarten Landkreise.
Der Landkreis ist Schulaufwandsträger für die Gymnasien in Pocking, Untergriesbach und Vilshofen, die Realschulen in Bad Griesbach, Hauzenberg und Tittling, die Förderschulen in Hauzenberg und in Pocking (Anne-Frank-Schule) und die Landwirtschaftsschule Passau.

### Verkehr

#### Straßenverkehr
Die Hauptachsen des Verkehrs im Landkreis sind die in Passau zusammenlaufenden Autobahnen und Bundesstraßen. Die wichtigste Verbindung ist die Autobahn A 3 die von Regensburg kommend den Landkreis von Nordwesten nach Südosten durchquert und am Grenzübergang Suben in die österreichische Innkreis Autobahn A 8 nach Linz übergeht. Parallel zu dieser Autobahn verläuft die Bundesstraße 8. In Nord-Süd-Richtung durchquert die Bundesstraße 12 den Landkreis. Diese hat im Norden Anschluss an die tschechische Schnellstraße 4 und verbindet in ihrem Südast Passau mit München. Für diesen Ast ist ein Ausbau zur Autobahn A 94 geplant. Neben diesen Straßen verbindet die Bundesstraße 85 Passau mit den größeren Städten des Bayerischen Waldes wie Grafenau, Regen und Cham. Insgesamt sind im Landkreis 34 km Autobahn, 122 km Bundesstraßen, sowie 4229 km weitere Straßen (Stand 31. Dezember 2007).

#### Eisenbahn und öffentlicher Personennahverkehr
Eine wichtige Verkehrsachse des Landkreises ist die Haupteisenbahnstrecke Nürnberg–Passau –Linz, die stündlich von Regionalzügen und zweistündlich von Fernverkehrszügen sowie Güterzügen befahren wird. An dieser Strecke liegt der Bahnhof Vilshofen (Niederbay) als einziger verbliebener im Landkreis. Neben dieser Hauptstrecke existiert noch eine Nebenstrecke in Richtung Rottal, welche im Stundentakt bedient wird. Auf dieser Strecke befinden sich im Landkreisgebiet sieben Haltestellen sowie der Bahnhof Pocking. Zusätzlich zu diesen beiden im Personenverkehr befahrenen Strecken existiert mit der Bahnstrecke Vilshofen–Ortenburg eine im Güterverkehr betriebene Verbindung. Die Ilztalbahn ist seit 2011 wieder im Freizeitverkehr in Betrieb. Neben diesen Bahnstrecken gab es die Bahnstrecken Kalteneck–Hengersberg, Vilshofen–Aidenbach und Tutting-Kößlarn. Diese sind abgebaut und wurden zu Bahntrassenradwegen umgewandelt.
Alle Regionalbahn- und Busverbindungen innerhalb des Landkreises Passaus sind seit September 2021 im Tarif des Verbundtarif Donauwalds integriert. Zuvor waren diese in der Verkehrsgemeinschaft Landkreis Passau tariflich verankert. Der Busverkehr wird zum Großteil durch die Regionalbus Ostbayern betrieben, einige private Verkehrsunternehmen halten ebenfalls Linienkonzessionen.
Die Fernverkehrslinie 6207 verbindet von Montag-Samstag sowie an Feiertagen Bad Füssing im Bäderdreieck mit dem Hauptbahnhof in München und stellt die schnellste Verbindung im öffentlichen Verkehr zwischen den Orten dar.

#### Flughafen
Neben mehreren Sportflugplätzen existiert in Vilshofen an der Donau ein Verkehrsflughafen.

#### Schifffahrt
Durch den Fall des „Eisernen Vorhangs“ und den Bau des Main-Donau-Kanals wurde die den Landkreis durchziehende Donau zu einem immer bedeutenderen internationalen Wasserweg.

#### Kraftfahrzeugbestand
| Fahrzeug- art | Bestand zum    | Bestand zum    | Bestand zum    |
| Fahrzeug- art | 1. Januar 2012 | 1. Januar 2013 | 1. Januar 2014 |
| ------------- | -------------- | -------------- | -------------- |
| PKW           | 110.632        | 111.954        | 113.546        |
| KRAD          | 13.953         | 14.468         | 14.938         |
| Omnibusse     | 301            | 295            | 309            |
| LKW           | 5.858          | 6.052          | 6.219          |
| Zugmaschinen  | 16.368         | 16.617         | 16.849         |
| Anhänger      | 24.573         | 25.375         | 26.144         |

## Gesundheitswesen
Der Landkreis betreibt mit seiner Landkreis Passau Krankenhaus gGmbH, deren einziger Anteilseigner der Landkreis Passau ist, insgesamt vier Krankenhäuser in Rotthalmünster, Vilshofen a.d. Donau, Wegscheid und Bad Füssing. Daneben existiert ein medizinisches Versorgungszentrum in Hauzenberg mit einer Filiale in Fürstenzell. Weitere Einrichtungen sind das geriatrische Rehazentrum in Aidenbach und eine Spezialeinrichtung für Wachkomapatienten in Obernzell. Der Landkreis Passau ist der einzige Landkreis in Bayern, der allen kommunalen Krankenhäusern durch einen politischen Beschluss aus dem Jahr 1986 untersagt, Schwangerschaftsabbrüche – außer nach medizinischer Indikation – durchzuführen.

## Gemeinden
(Einwohner am 31. Dezember 2024)
| Städte 1. Bad Griesbach i.Rottal (8952) 2. Hauzenberg (11.965) 3. Pocking (16.414) 4. Vilshofen an der Donau (18.084) Märkte 1. Aidenbach (3005) 2. Eging a.See (4168) 3. Fürstenzell (8565) 4. Hofkirchen (3534) 5. Hutthurm (6332) 6. Kößlarn (1867) 7. Obernzell (3638) 8. Ortenburg (7330) 9. Rotthalmünster (4676) 10. Ruhstorf a.d.Rott (7115) 11. Tittling (4197) 12. Untergriesbach (6033) 13. Wegscheid (5394) 14. Windorf (5005) | Weitere Gemeinden 1. Aicha vorm Wald (2474) 2. Aldersbach (4310) 3. Bad Füssing (7981) 4. Beutelsbach (1215) 5. Breitenberg (1972) 6. Büchlberg (4371) 7. Fürstenstein (3492) 8. Haarbach (2456) 9. Kirchham (2763) 10. Malching (1229) 11. Neuburg a.Inn (4496) 12. Neuhaus a.Inn (3419) 13. Neukirchen vorm Wald (2996) 14. Ruderting (3063) 15. Salzweg (6533) 16. Sonnen (1441) 17. Tettenweis (1866) 18. Thyrnau (4150) 19. Tiefenbach (6650) 20. Witzmannsberg (1548) | Verwaltungsgemeinschaften 1. Aidenbach mit Aidenbach (Markt) und Beutelsbach 2. Rotthalmünster mit Malching und Rotthalmünster (Markt) 3. Tittling mit Tittling (Markt) und Witzmannsberg |

## Der Landkreis Passau vor der Gebietsreform 1972

Landkreis Passau, Gemeindegrenzenkarte von 1961

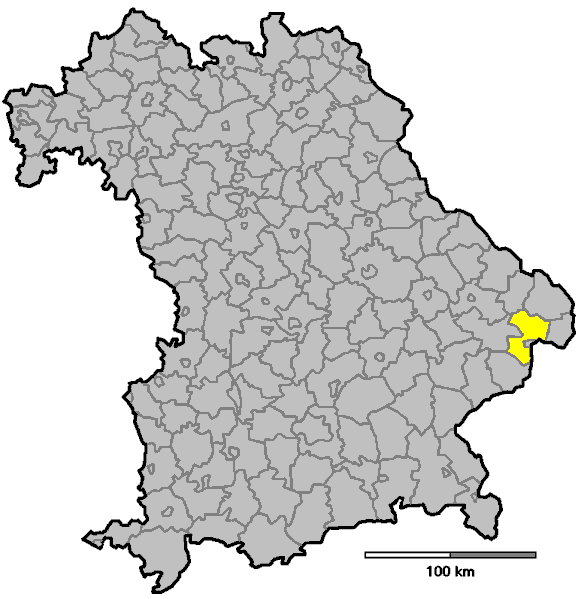
Lage in Bayern (vor 1972)

Der Altlandkreis Passau gliederte sich in 39 Gemeinden. Geographisch umschloss er, wie heute, die kreisfreie Stadt Passau, in der auch damals das Landratsamt seinen Sitz hatte. Durch die Stadt Passau und den Landkreis Vilshofen wurde das alte Kreisgebiet in einen kleineren Teil südlich der Donau um den Neuburger Wald und einen größeren Teil nördlich der Donau im Bayerischen Wald gegliedert.
Umschlossen wurde der Landkreis von den Landkreisen Griesbach im Rottal, Vilshofen, Grafenau, Wolfstein und Wegscheid (im Uhrzeigersinn). Auf oberösterreichischer Seite grenzte der Landkreis an den Bezirk Schärding.

### Wappen

Altes Wappen des Landkreises Passau

Blasonierung: „Unter silber-blau gerautetem Schildhaupt gespalten, vorne in Silber ein steigender roter Wolf, hinten in Silber drei blaue Wellenbalken.“ – Das alte Landkreiswappen wurde 1968 genehmigt.
Wappenerklärung: Die Bayerischen Rauten (heraldisch silber-blau bzw. weiß-blau) im Schildhaupt symbolisierten die Zugehörigkeit zu Bayern. Der Passauer Wolf auf der heraldisch rechten Seite stand für die Stadt Passau und die Zugehörigkeit zum alten Hochstift Passau, vor allem der nördlichen Teile des Landkreises. Die drei Wellenbalken auf der heraldisch linken Seite bedeuteten die drei Flüsse Donau, Inn und Ilz, die das Gebiet des alten Landkreises durchfließen.

### Gemeinden vor 1972
Vor dem Beginn der bayerischen Gebietsreform umfasste der Landkreis Passau in den 1960er Jahren 39 Gemeinden:
| Name der Gemeinde vor 1972 | Einwohner 1933 | Einwohner 1962 | Heutige Gemeinde (ab 1972) |
| -------------------------- | -------------- | -------------- | -------------------------- |
| Aicha vorm Wald            | 1325           | 1435           | Aicha vorm Wald            |
| Altenmarkt                 | 913            | 1056           | Fürstenzell                |
| Bad Höhenstadt             | 826            | 1008           | Fürstenzell                |
| Büchlberg                  | 1936           | 2071           | Büchlberg                  |
| Donauwetzdorf              | 529            | 331            | Thyrnau                    |
| Dorfbach                   | 759            | 723            | Ortenburg                  |
| Eglsee                     | 633            | 589            | Ruhstorf an der Rott       |
| Eholfing                   | 287            | 250            | Ruhstorf an der Rott       |
| Engertsham                 | 906            | 968            | Fürstenzell                |
| Fürstenstein               | 2614           | 3503           | Fürstenstein               |
| Fürstenzell                | 1787           | 3146           | Fürstenzell                |
| Grubweg                    | 1229           | 4544           | Passau                     |
| Hacklberg                  | 2603           | 4263           | Passau                     |
| Hals, Markt                | 1251           | 1664           | Passau                     |
| Haselbach                  | 781            | 1001           | Tiefenbach                 |
| Heining                    | 2504           | 5232           | Passau                     |
| Hutthurm, Markt            | 981            | 1966           | Hutthurm                   |
| Kellberg                   | 1024           | 1380           | Thyrnau                    |
| München                    | 771            | 1033           | Hutthurm                   |
| Neuburg am Inn             | 816            | 1073           | Neuburg am Inn             |
| Neuhaus am Inn             | 932            | 1314           | Neuhaus am Inn             |
| Neukirchen am Inn          | 1294           | 1449           | Neuburg am Inn             |
| Neukirchen vorm Wald       | 1294           | 1869           | Neukirchen vorm Wald       |
| Nirsching                  | 512            | 522            | Büchlberg                  |
| Oberdiendorf               | 390            | 789            | Hauzenberg                 |
| Prag                       | 1014           | 1207           | Hutthurm                   |
| Raßberg                    | 530            | 630            | Hauzenberg                 |
| Ruderting                  | 1001           | 1554           | Ruderting                  |
| Salzweg                    | 867            | 1451           | Salzweg                    |
| Sandbach                   | 1086           | 1202           | Vilshofen                  |
| Straßkirchen               | 828            | 961            | Salzweg                    |
| Sulzbach am Inn            | 391            | 563            | Ruhstorf an der Rott       |
| Thyrnau                    | 937            | 1351           | Thyrnau                    |
| Tiefenbach                 | 1212           | 1916           | Tiefenbach                 |
| Tittling, Markt            | 2521           | 3539           | Tittling                   |
| Voglarn                    | 456            | 403            | Fürstenzell                |
| Vornbach                   | 644            | 696            | Neuhaus am Inn             |
| Witzmannsberg              | 1331           | 1297           | Witzmannsberg              |
| Wotzdorf                   | 1262           | 2003           | Hauzenberg                 |

Bereits vor 1972 kam es zu mehreren Änderungen der Gemeindestruktur des Landkreises. 1855 wurde die Gemeinde St. Nikola geteilt. Der östliche Teil kam 1870 zur Stadt Passau, der westliche Teil blieb unter dem Namen Haidenhof bis 1909 eine selbständige Gemeinde und wurde dann ebenfalls nach Passau eingemeindet. 1922 wurde die Gemeinde Ries der Gemeinde Hals angegliedert. 1923 wurde die Gemeinde Beiderwies nach Passau eingemeindet und ist seit dem Teil des Stadtteils Innstadt. Nachdem die Stadt Passau 1932 die Veste Oberhaus gekauft hatte, die zu diesem Zeitpunkt in der Gemeinde Hacklberg lag, wurde der Festungsbereich zusammen mit dem Ortsteil Bschütt 1938 nach Passau eingegliedert.

### Landräte bis 1972
| ab 1862                  | Simon Taucher         | Bezirksamtmann                                        |
| ab 1872                  | Michael Fischer       | Bezirksamtmann                                        |
| ab 1881                  | Leopold Zahler        | Bezirksamtmann                                        |
| bis 1908                 | Reinhard Wieland      | Bezirksamtmann                                        |
| 1908–1920                | Georg Hochgraßl       | Bezirksamtmann                                        |
| 1920–1930                | Ludwig Geist          | Bezirksoberamtmann                                    |
| 1930–1933                | Michael Freudenberger | Bezirksoberamtmann                                    |
| 1933–1942                | Josef Endress         | Landrat                                               |
| 1942–1945                | Friedrich Zagl        | Landrat                                               |
| 1945 (Mai / Juni)        | Leonhard Reitberger   | kommissarischer Landrat                               |
| 1945 (Juli / August)     | Friedrich von Moreau  | kommissarischer Landrat                               |
| 1945–1946                | Robert Prudlo         | Landrat                                               |
| 1946 (Mai – August)      | Heinz Wagner          | Landrat                                               |
| 1946 (August – November) | Rudolf Beer           | Landrat                                               |
| 1946–1964                | Hans Karl             | Landrat                                               |
| 1964                     | Adolf Oswald          | kommissarischer Landrat                               |
| 1964–1970                | Fritz Gerstl          | Landrat                                               |
| 1970–1972                | Baptist Kitzlinger    | Landrat (bis 1990 auch Landrat des neuen Landkreises) |

## Schutzgebiete
Im Landkreis gibt es sieben Naturschutzgebiete, zwölf Landschaftsschutzgebiete, 16 FFH-Gebiete und mindestens 41 vom Bayerischen Landesamt für Umwelt ausgewiesene Geotope (Stand August 2016).

## Kfz-Kennzeichen
Am 1. Juli 1956 wurde dem Landkreis bei der Einführung der bis heute gültigen Kfz-Kennzeichen das Unterscheidungszeichen PA zugewiesen. Es wird durchgängig bis heute ausgegeben, wobei die Kennzeichen des Landkreises Passau wiederum ausschließlich mit zwei Buchstaben (AA–ZZ 1–999), die der kreisfreien Stadt Passau hingegen ausschließlich mit einem Buchstaben (A–Z 1–9999) nach dem in beiden Fällen voranstehenden PA ausgestellt werden.
Bis in die 1990er Jahre erhielten Fahrzeuge aus den Altkreisen besondere Erkennungsnummern:
| Gebiet                       | Buchstaben | Zahlen    |
| ---------------------------- | ---------- | --------- |
| Altkreis Passau              | AA bis SZ  | 1 bis 999 |
| Altkreis Vilshofen           | TA bis VZ  | 1 bis 999 |
| Altkreis Wegscheid           | WA bis WZ  | 1 bis 999 |
| Altkreis Griesbach im Rottal | XA bis ZZ  | 1 bis 999 |